# Moon River (Georgian Bay)
Der Moon River ist ein Fluss in der Muskoka District Municipality in der kanadischen Provinz Ontario.
Der Moon River bildet den Abfluss des Lake Muskoka zur Georgian Bay und dem Huronsee hin. Er verlässt den Lake Muskoka bei Bala. Er passiert zuerst die Stromschnellen der "Moon Chute". Anschließend zweigt der Musquash River links ab. Mit ihm fließt ein Teil des Wassers 
auf einem südlicheren und kürzeren Weg zur Georgian Bay ab. Der Moon River setzt seinen Kurs in westlicher Richtung fort. Dabei überwindet er die folgenden Stromschnellen: "Island Portage Falls", "Jack Knife Rapids", "Seven Sisters Rapids", "Curtain Chute", "Twin Rapids" und "Moon Falls". Schließlich erreicht er die Moon River Bay, die Woods Bay und die eigentliche Georgian Bay.